# Parlamentswahlen in Osttimor 2012

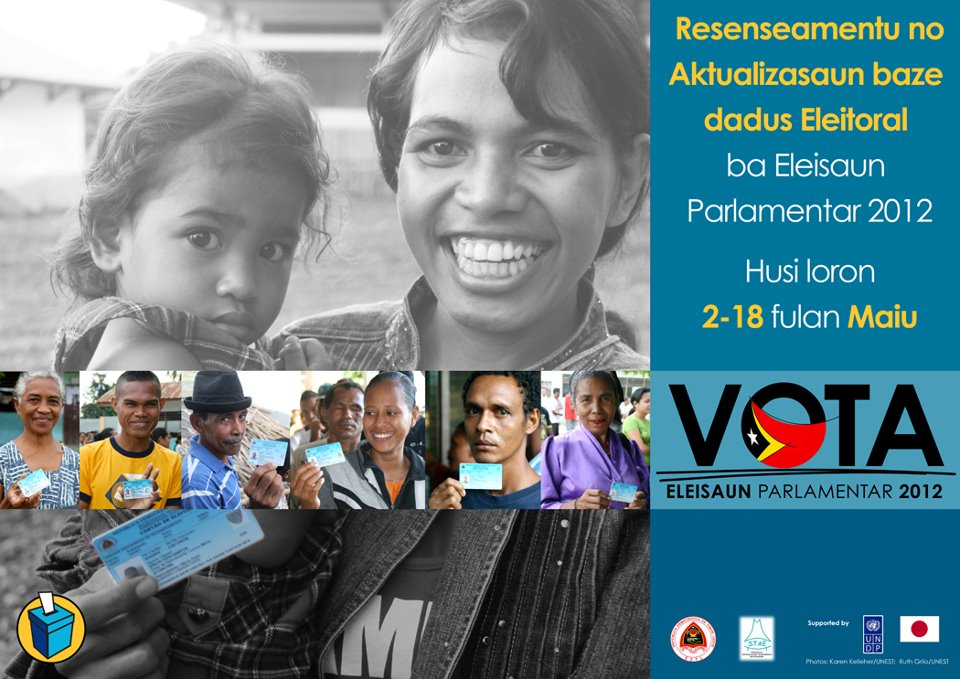
Wählerinformation

Bei den Parlamentswahlen in Osttimor 2012 am 7. Juli 2012 wurde über die Zusammensetzung des dritten Nationalparlaments Osttimors (Parlamento Nacional de Timor-Leste) entschieden. Es traten 21 Parteien und Wahllisten an.

## Ablauf der Wahlen
| Anzahl der Wähler in den Distrikten |        |        |        |          |           |         |        |        |         |          |          |                 |          |         |
| Distrikt                            | Aileu  | Ainaro | Baucau | Bobonaro | Cova Lima | Dili    | Ermera | Lautém | Liquiçá | Manatuto | Manufahi | Oe-Cusse Ambeno | Viqueque | Gesamt  |
| Anzahl                              | 25.627 | 33.854 | 75.070 | 57.131   | 35.494    | 130.193 | 65.592 | 38.224 | 40.113  | 26.918   | 30.760   | 39.848          | 46.800   | 645.624 |

Jeder der 645.624 Wahlberechtigten hat eine Stimme, die er einer Parteiliste geben kann. Wahlberechtigt ist man ab dem 17. Lebensjahr. Mehrere Parteien können auch als Koalition mit einer gemeinsamen Liste antreten. Es gilt eine Drei-Prozenthürde, was bei einer 100%igen Wahlbeteiligung etwa 18.000 Stimmen bedeuten würde. Die Wahl erfolgt mit geschlossenen Listen. Entsprechend dem Anteil der Gesamtstimmen erhalten die Parteien und Koalitionen Sitze im Parlament, die der Reihenfolge auf der Wahlliste entsprechend besetzt werden. Nur registrierte Parteien und Wahlbündnisse dürfen Kandidatenlisten aufstellen, jedoch müssen Personen auf der Liste nicht der Partei angehören, wodurch auch unabhängige Kandidaten ins Parlament einziehen konnten. Mindestens ein Viertel aller Personen auf jeder Liste müssen Frauen sein. Insgesamt müssen 90 Personen auf einer Parteiliste stehen, die 25 letzten Kandidaten sind Ersatzleute für eventuell ausscheidende Abgeordnete.

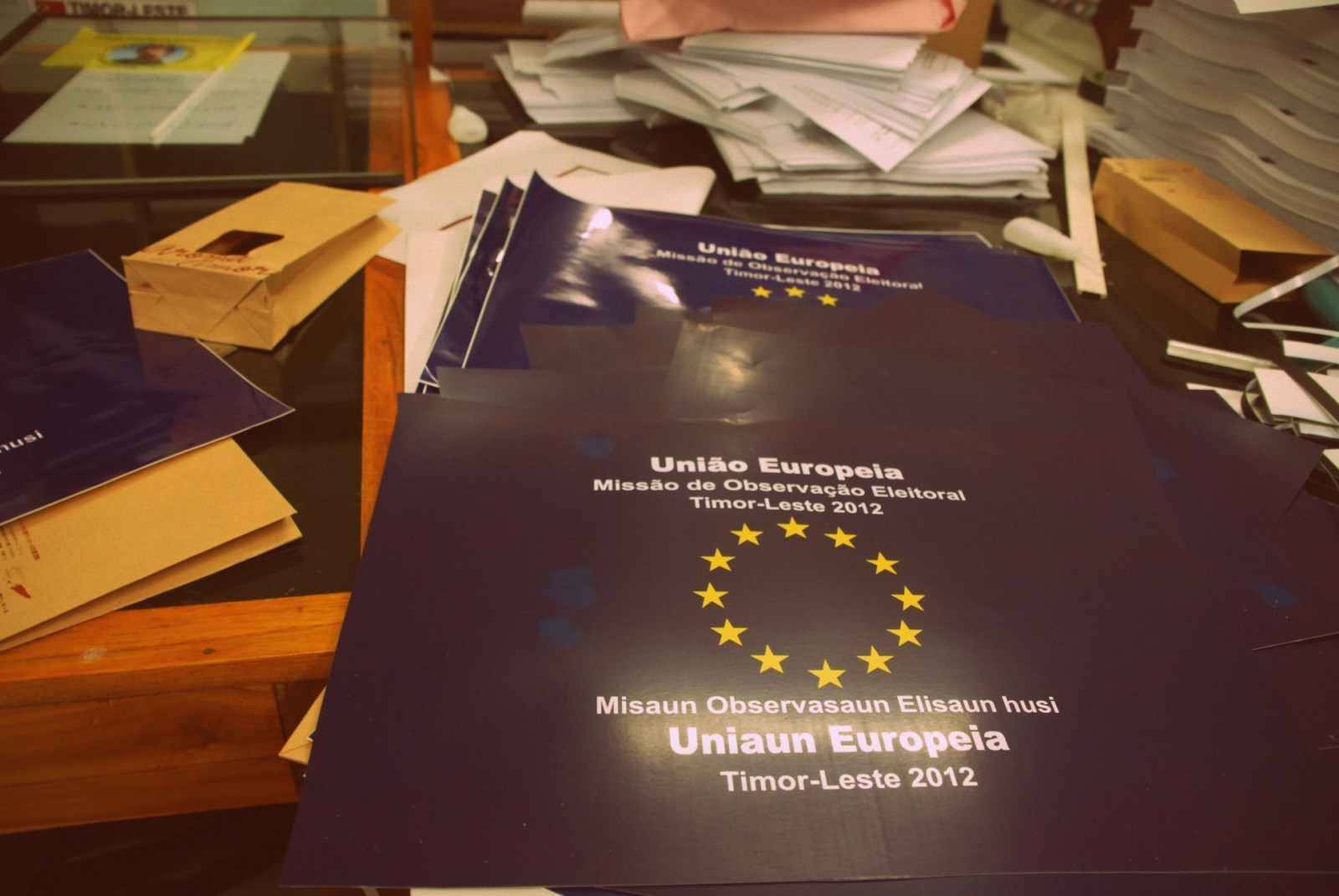
EU-Wahlbeobachtermission in Osttimor 2012

Die Sitze werden nach dem D’Hondt-Verfahren den Listen zugeteilt, wobei der letzte Sitz, im Fall mehrerer gleicher Höchstzahlen, der Partei mit den wenigsten Stimmen zugesprochen wird.
Registrierte Parteien erhalten eine staatliche finanzielle Unterstützung von der Nationalen Wahlkommission CNE, die sich nach dem Anteil der gewonnenen Sitze der Partei im Nationalparlament richtet. 2011 betrug der Gesamtbetrag der Förderung aller Parteien im Parlament erstmals drei Millionen US-Dollar, statt bisher jährlich einer Million US-Dollar. Parteien, die nicht im Parlament vertreten sind, aber für die Parlamentswahlen 2012 registriert sind, erhalten von der CNE 30.000 US-Dollar, Parteienkoalitionen 45.000 US-Dollar.
Die Stimmzettel wurden im indonesischen Kupang in Westtimor gedruckt und auf dem Landweg nach Osttimor gebracht. Der Empfang an der Grenze wurde groß zelebriert. Gewählt wurde in 880 Wahlstationen und 640 Wahlzentren. Geöffnet waren die Wahllokale zwischen 7 Uhr morgens und 3 Uhr nachmittags.
Die Europäische Union entsandte 70 Wahlbeobachter und -analysten nach Osttimor. Aus Neuseeland kommen fünf Parlamentarier als Beobachter. Dazu kommen unter anderem Vertreter aus anderen Ländern und vieler Nichtregierungsorganisationen. Insgesamt waren 586 ausländische und 2.618 nationale Wahlbeobachter registriert. Dazu kamen 106 ausländische und 112 einheimische Journalisten.

## Politische Situation

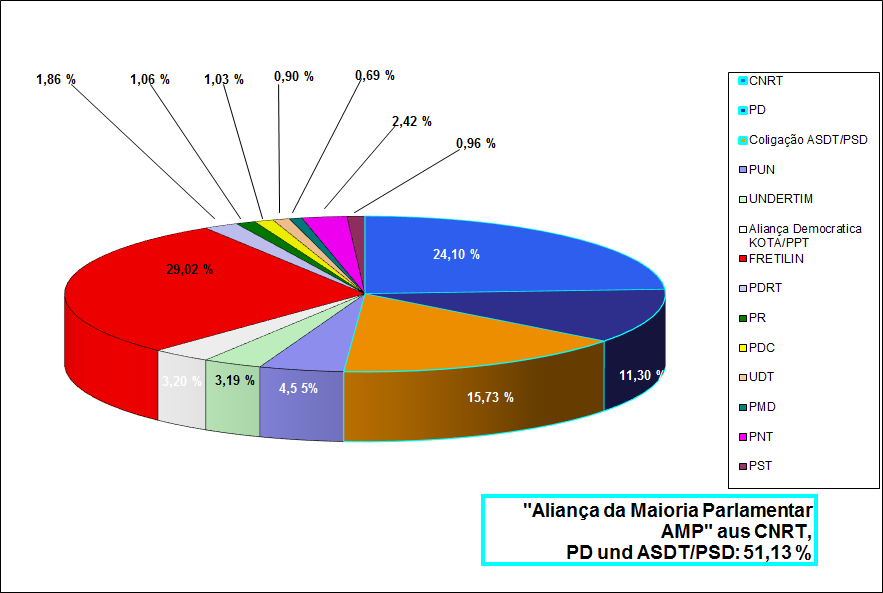
Ergebnis der Parlamentswahlen in Osttimor 2007

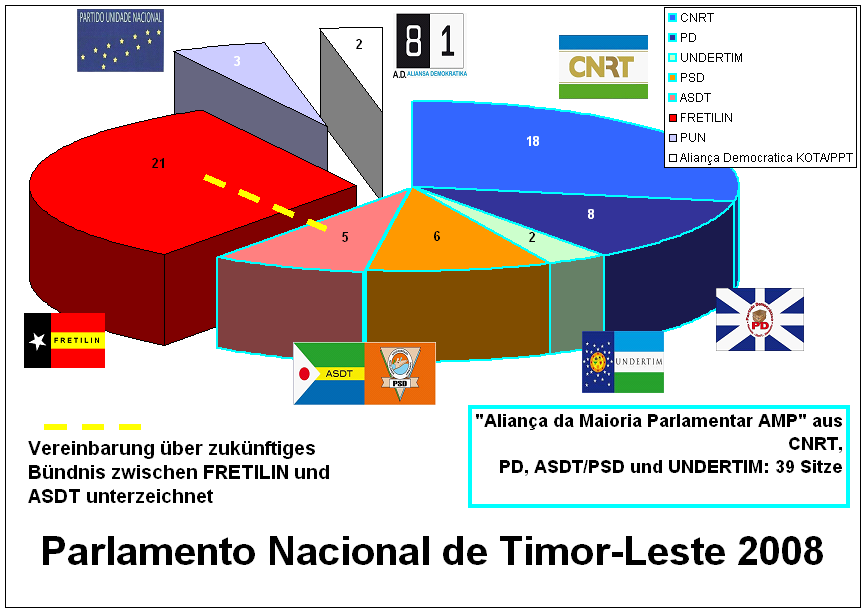
Das Parlament nach den Wahlen 2007. Inzwischen ist ein PUN-Abgeordneter aus der Partei ausgetreten und nun unabhängig

Nach den schweren Unruhen von 2006 hatten die von Australien geführte International Stabilization Force (ISF) und die Integrierte Mission der Vereinten Nationen in Timor-Leste (UNMIT) im Land wieder für Ruhe und Ordnung gesorgt. Bei einem Attentatsversuch am 11. Februar 2008 auf Staatspräsident José Ramos-Horta und Premierminister Xanana Gusmão kam der Rebellenführer Alfredo Reinado ums Leben. Die Rebellenbewegung brach daraufhin zusammen. Diejenigen ihrer Mitglieder, die wegen der Beteiligung am Attentat verurteilt worden waren, wurden 2010 von Präsident Ramos-Horta begnadigt. Im März 2011 übernahm die Nationalpolizei Osttimors (PNTL) wieder die volle Verantwortung für die Sicherheit im Land. ISF und UNMIT wollen 2012 nach Durchführung der Präsidentschafts- und Parlamentswahlen abziehen.
Das Land hatte sich weitgehend stabilisiert, jedoch kam es immer wieder sporadisch zu Zusammenstöße zwischen verschiedenen Kampfsportgruppen und Jugendbanden, bei denen auch Häuser niedergebrannt wurden, zuletzt in Comoro und 2011 in Zumalai und Luro. Zusätzlich sorgte die Veteranenorganisation CPD-RDTL durch fortwährende Proteste für Unruhe. Die Kommunalwahlen am 9. Oktober 2009 verliefen ohne größere Zwischenfälle.
Die FRETILIN, die größte Partei des Landes stand in Opposition zur Fünf-Parteien-Regierungskoalition Aliança da Maioria Parlamentar (AMP), der Congresso Nacional da Reconstrução Timorense (CNRT), Partido Democrático (PD), Associação Social-Democrata de Timor (ASDT), Partido Social Democrata (PSD) und UNDERTIM angehörten. Da die FRETILIN als größte Fraktion im Parlament nicht an der Regierung beteiligt wurde, warf sie in der gesamten Legislaturperiode der Regierung Verfassungswidrigkeit vor. Dazu kam der Korruptionsverdacht bei mehreren Regierungsmitgliedern, der sich aber in keinem Fall bestätigen ließ. Am 8. Juni wurde aber Justizministerin Lúcia Lobato (PSD) wegen Missmanagement bei der Verwaltung von Fonds zu fünf Jahren Gefängnis verurteilt.
Mehrere Parteien mussten mit Abspaltungen und internen Fraktionskämpfen zurechtkommen. Von der FRETILIN hatte sich ihr Reformflügel unter Vizepremierminister José Luís Guterres als Frenti-Mudança abgespalten. In der KOTA gab es interne Machtkämpfe, UNDERTIM war intern gespalten und von der Partido Unidade Nacional (PUN) trat ein Abgeordneter aus und saß nun als unabhängiger Abgeordneter im Parlament. Die ASDT-Abgeordneten zerstritten sich mit ihrer Basis. Während die Partei eine Bündniserklärung mit der FRETILIN unterzeichnete, drohten die Parlamentarier der ASDT, sie würden im Falle eines Austritts der Partei aus der Regierungskoalition weiterhin mit Premierminister Gusmão zusammenarbeiten. Der bisherige ASDT-Präsident Francisco Xavier do Amaral hatte gesundheitliche Probleme und sah sich durch Tourismusminister Gil da Costa Alves in seinem Amt bedroht, der im August 2011 zum Exekutiv-Präsident gewählt wurde. Dessen Wahl wurde aber vom obersten Gericht Osttimors wieder einkassiert. Am 5. März 2012 erlag Amaral in Dili seinem Krebsleiden. Der Streit schwelte weiter zwischen der Fraktion um Alves, der dem Koalitionspartner CNRT nahesteht, und den ehemaligen Amaral-Anhängern um João Correia, dessen Fraktion José Ramos-Horta bei den Präsidentschaftswahlen am 17. März 2012 unterstützte und ihn zum Ehrenvorsitzenden der ASDT machen will.

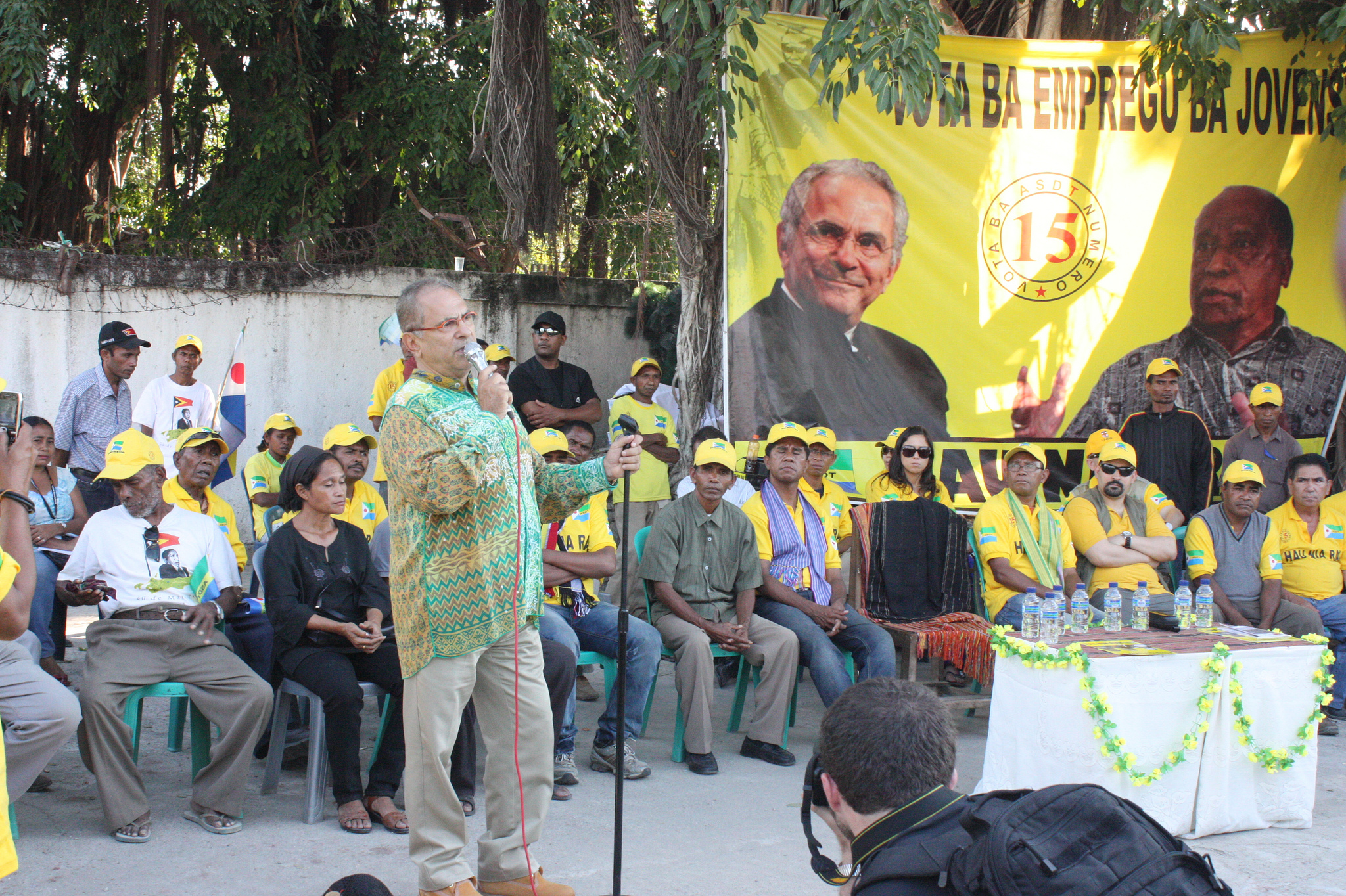
Ramos-Horta auf einer Wahlkampfveranstaltung der ASDT

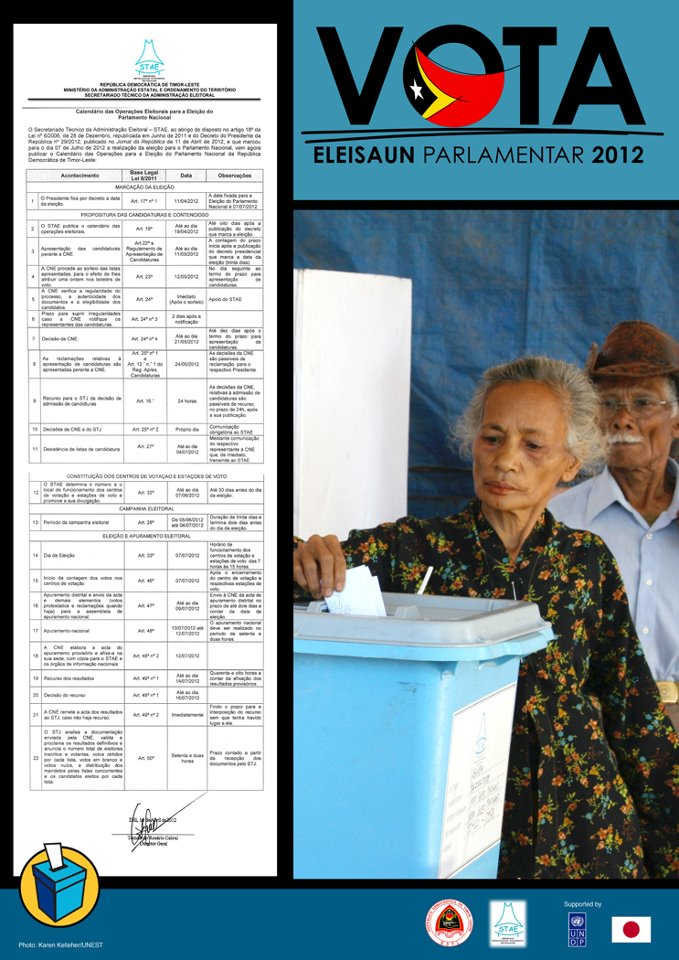
Wählerinformation

In der PD gab es Streit bei der Regierungsbildung. Abgeordnete aus dem Westteil des Landes (Loro Munu) sahen den Regionalproporz nicht gewährleistet und eine Bevorteilung von PD-Politiker aus dem Osten (Loro Sae) bei der Kabinettsbildung. Mit der Berufung von Adriano do Nascimento zum Minister für Landwirtschaft, Forstwirtschaft und Fischerei wurde der Streit beigelegt. Dafür kandidierte der aus dem Westen stammende PD-Abgeordnete Lucas da Costa bei den Präsidentschaftswahlen 2012, bei denen auch sein aus dem Osten kommende Parteichef Fernando de Araújo antrat. Araújo wurde schließlich mit 17,30 % Vierter, während Costa nur 0,83 % der Stimmen erhielt. Damit schieden beide in der ersten Runde der Präsidentenwahlen aus, wie auch der amtierende Präsident Ramos-Horta mit 17,48 %. Nach der Präsidentenwahl kündigte Ramos-Horta, der bei den Wahlen im Gegensatz zum vorherigen Mal, keine Unterstützung des CNRT erhalten hatte, bei den Parlamentswahlen mit der PD zusammenzuarbeiten. Später sprach er auch der ASDT seine Unterstützung zu. Zählte man die Stimmen von La Sama und Ramos-Horta in den Präsidentenwahlen zusammen, konnte man mit einem Stimmenanteil von 35 % bei den Parlamentswahlen für die PD rechnen, was sie zur stärksten Kraft im neuen Parlament machen würde, vor FRETILIN und CNRT. Allerdings war dies nicht sicher, da La Sama auch bei den letzten Wahlen mehr Stimmen erhalten hatte als später seine Partei. Auch ob die PD wieder mit dem CNRT koalieren würde oder, im Gegensatz zu ihrer bisherigen ablehnenden Haltung, mit der FRETILIN war unklar. Im Falle einer Koalitionsregierung mit PD-Teilhabe wurde über einen Premierminister Ramos-Hort spekuliert. Ramos-Horta schloss aber beim Ende des Wahlkampfs aus, irgendein politisches Amt übernehmen zu wollen. Seine politische Karriere sei beendet, erklärte er.
Nach der Verfassung Osttimors wäre auch bei einem Scheitern von Koalitionsverhandlungen eine Minderheitsregierung unter der stärksten Partei möglich, wenn der Präsident diese mit der Regierungsbildung beauftragen würde. Doch warnen Experten, dass in diesem Fall Kritiker des parlamentarischen Systems im Militär intervenieren könnten.
Zwischen Xanana Gusmão und führenden Mitgliedern der PSD gab es in den letzten Jahren öfters Streit, so dass der Parteivorsitzende Zacarias da Costa 2010 sogar per SMS mit seinem Rücktritt als Außenminister drohte. Gusmão seinerseits beschimpfte bei einer im Fernsehen übertragene Sitzung des Ministerrates den Außenminister und stellte ihn dadurch bloß. Analysten konnten sich nach der Wahl deswegen auch ein Bündnis zwischen PSD und FRETILIN vorstellen. Bei der Frenti-Mudança rechnete man damit, dass sie bei Bedarf mit dem CNRT eine Koalition eingehen. Ebenfalls ein potentieller Koalitionspartner des CNRT könnte die neue Partido do Desenvolvimento Nacional (PDN) sein, deren Parteivorsitzender Fernando Dias Gusmão aus der PSD stammt. Der ehemalige PSD-Generalsekretär war 2008 bei der Neuwahl des Parteivorsitzenden Zacarias da Costa unterlegen und hatte daraufhin die PDN gegründet.
Bei der letzten Wahl 2007 scheiterten sieben Parteien an der Drei-Prozenthürde. Sechs davon schlossen sich für eine bessere Außenwirkung nach der Wahl zur Liga Democrática Progressiva (LDP) zusammen. Das Ergebnis dieser Zusammenarbeit war aber kaum registrierbar. Auch diesmal rechnete man bei den zahlreichen Neugründungen damit, dass sie zumeist nicht einen Sitz im Parlament erhalten würden. Die besten Chancen wurden noch Frenti-Mudança, PDN und der Kmanek Haburas Unidade Nasional Timor Oan (KHUNTO) gegeben. Die KHUNTO hatte enge Verbindungen zu einer Kampfsportgruppe und ihre Hochburg in Ainaro.
Trotz fehlender Umfragen gingen Analysten davon aus, dass entweder die FRETILIN oder der CNRT nach der Wahl eine Regierungskoalition führen würde, auch wenn beide Parteien sich als Ziel die absolute Mehrheit gesetzt hatten. Als Mehrheitsbeschaffer erwartete man die PD oder PSD, die seit den letzten Wahlen aber deutlich an Stärke verloren hatten.

## Parteien und Kandidatenlisten

Logo der Nationalen Wahlkommission CNE

Am 12. Mai wurde die Reihenfolge der Parteien und Kandidatenlisten auf dem Wahlschein durch die CNE ausgelost. Die nationalistische, pro-indonesische Partido Nasionalista Timorense (PNT) und die traditionell-monarchistische Partido do Povo de Timor (PPT) reichten nicht bis zum Ende der Frist am 11. Mai ihre Kandidatenlisten bei den Behörden ein, weswegen sie nicht zur Wahl zugelassen wurden. Selbst die großen Parteien FRETILIN, CNRT und PD und fünf weitere Parteien reichten ihre Liste erst am letzten Tag ein. Die PSD hat Lúcia Lobato vor ihrer Verurteilung auf Platz 2 ihrer Liste gesetzt, was der Partei öffentliche Kritik von ihrem Altvorsitzenden Mário Viegas Carrascalão einbrachte. Dieser trat aufgrund seines Gesundheitszustands nicht mehr zur Wahl an.
Die innere Spaltung der ASDT führte dazu, dass die Partei sogar zwei Wahllisten bei der CNE einreichte. Eine von Tourismusminister Alves und eine von João Correia. Das Tribunal de Recurso de Timor-Leste (deutsch Berufungsgericht Osttimors) entschied, dass nur die Liste Correiras die erforderliche Regularie der Freigabe durch einen Parteitag erfüllte. Dies hatte zur Folge, dass von den bisherigen Abgeordneten und Regierungsmitgliedern der ASDT kein einziger auf der Liste zu finden ist.
Komplizierter verlief der Streit in der UNDERTIM, von der ebenfalls zwei Wahllisten durch verschiedene Parteiflügel eingereicht wurden. Die CNE setzte nochmals ein Ultimatum, doch die Gruppen um Parteichef Cornelio Gama und Generalsekretär Reis Kadalak konnten sich nicht auf eine gemeinsame Liste einigen, was am 1. Juni zum Ausschluss der UNDERTIM von den Wahlen führte. Dieser wurde aber wiederum vom Berufungsgericht am 4. Juni zurückgenommen, nachdem sich die beiden UNDERTIM-Flügel auf eine gemeinsame Liste einigen konnten. Eine prominente Kandidatin der UNDERTIM ist Angelita Pires, ehemalige Präsidentschaftskandidatin und Geliebte des toten Rebellenführers Alfredo Reinado.

## Wahlkampf

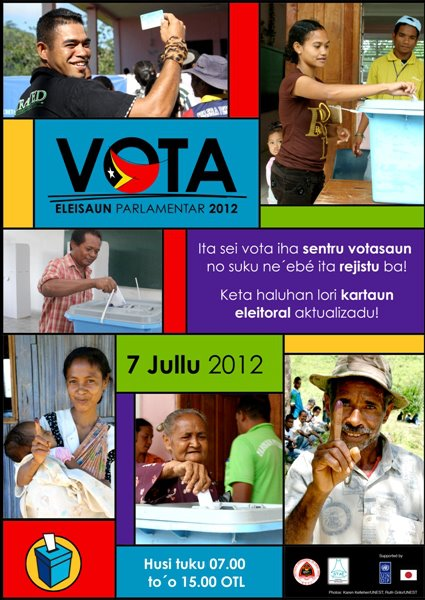
Wahlaufruf des STAE

Im Juni 2011 verbrannten CNRT-Anhänger FRETILIN-Flaggen. Die Parteivorsitzenden trafen sich daher umgehend und die Parteiführung des CNRT verurteilten die Provokationen. Allgemein versuchen die Führer beider Parteien die Stimmung im Land nicht eskalieren zu lassen. So besuchte FRETILIN-Chef Francisco Lu-Olo Guterres den Parteitag des CNRT und umarmte dort demonstrativ Xanana Gusmão. Man wünschte sich gegenseitig alles Gute.
Am 12. Mai darauf drohte der UNDERTIM-Politiker Reis Kadalak nach einer CNE-Fortbildungsveranstaltung deren Büro niederzubrennen. Er warf der CNE vor, sie würde das Budget manipulieren, das den Parteien für den Wahlkampf zur Verfügung gestellt wurde.
Am 18. Mai wurden durch die Global Organization of parliamentarian against corruption (GOPAC) Vorwürfe gegen die Wahlkampffinanzierung des CNRT laut. So sollen Firmen, die mehrere Hunderttausend US-Dollar der Partei gezahlt haben, lukrative Aufträge durch die Regierung erhalten haben. Parteichef und Premierminister Gusmão wies die Vorwürfe zurück. Es handle sich um eine normale Parteifinanzierung, wie sie weltweit gehandhabt wird. Außerdem habe man bisher nur Spendenzusagen, nicht aber Geld bekommen. Sollten die Spenden in Namen von Firmen und nicht von Personen kommen, werde man sie gemäß der Gesetzeslage nicht akzeptieren. Umstritten sind die Anschuldigungen auch, weil sie von Fernanda Borges, der Parteichefin der PUN erhoben wurden und als Wahlkampf angesehen werden. Staatsanwaltschaft und die Anti-Korruptionskommission (CAC) prüfen die Umstände.
Gemäß dem Wahlgesetz begann der offizielle Wahlkampf am 5. Juni und lief bis zum 4. Juli. Den 6. Juli, dem Tag vor dem Wahltag, gab die Regierung den Staatsangestellten frei. Verwaltung, Ämter und öffentliche Schulen bleiben geschlossen. Dies soll den Angestellten und Beamten die Möglichkeit geben, in ihren Heimatort zu reisen, um ihre Stimme abgeben zu können. Hauptthemen im Wahlkampf waren die Korruptionsbekämpfung, die Entwicklung der Infrastruktur und Wirtschaft, die Verwaltung des Erdölfonds, der inzwischen 10 Milliarden US-Dollar enthält und die Sicherung von Frieden und Stabilität im Land.

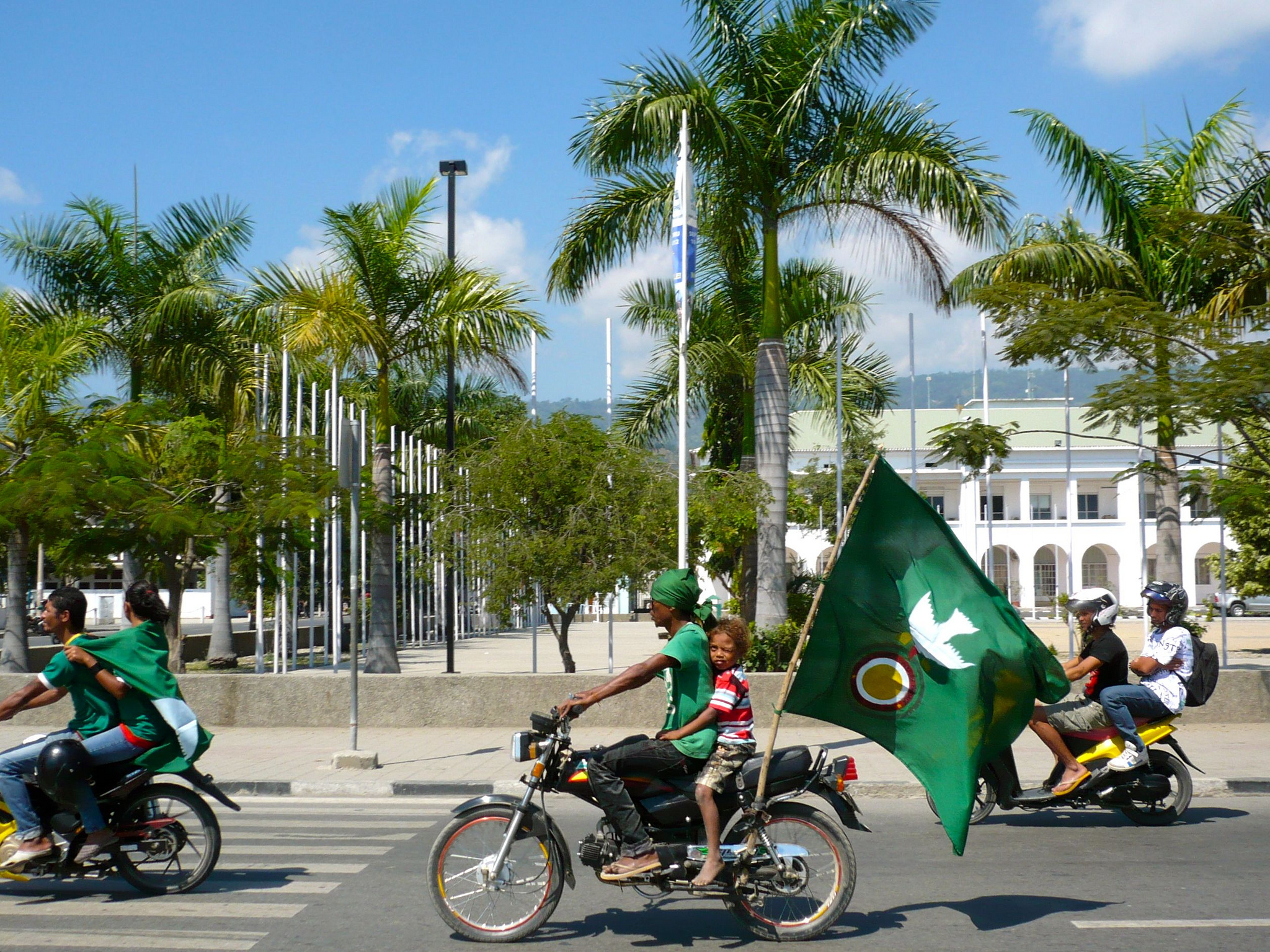
Kind auf Mofa bei einer KHUNTO-Veranstaltung in Dili

Die Wahlkampfphase verlief weitgehend friedlich. Am 23. Juni wurden zwei Männer von der Polizei verhaftet, die Steine auf Autos einer FRETILIN-Wahlkampfgruppe warfen. Bei den Tätern handelte es sich dabei nach Polizeiangaben nicht um Anhänger einer anderen Partei, sondern um Mitglieder einer Gruppe, die dafür bekannt sei, Ärger zu machen. Bis zum 3. Juli wurden nur 14 schriftliche Beschwerden zu Verstößen während des Wahlkampfs bei der CNE abgegeben, dabei ging es meist um Zerstörung von Wahlkampfmaterial, wie Parteiflaggen. Drei Beschwerden wurden an die Strafverfolgungsbehörden weitergeleitet. Schwerster Vorfall war ein Brandanschlag auf das Büro des CNRT in Ossu (Gemeinde Viqueque). Mehrmals kritisierte die CNE den unerlaubten Einsatz von Kindern bei Wahlkampfveranstaltungen. Kurz vor Ende des regulären Wahlkampf warnte PD-Parteichef Fernando de Aráujo bei einem Wahlkampfauftritt in Baucau, dass einige der großen Parteien versuchen könnten, Stimmen für 20 bis 50 US-Dollar zu kaufen. Auch PUN-Chefin Fernanda Borges warf den großen Parteien vor, auf dem Land viele Stimmen gekauft zu haben. Vor allem der CNRT hätte mit viel Geld um sich geworfen, dessen Herkunft nicht klar wäre. Auch der Chef der EU-Beobachtermission Nuno Melo berichtete von Fällen von Stimmenkauf.

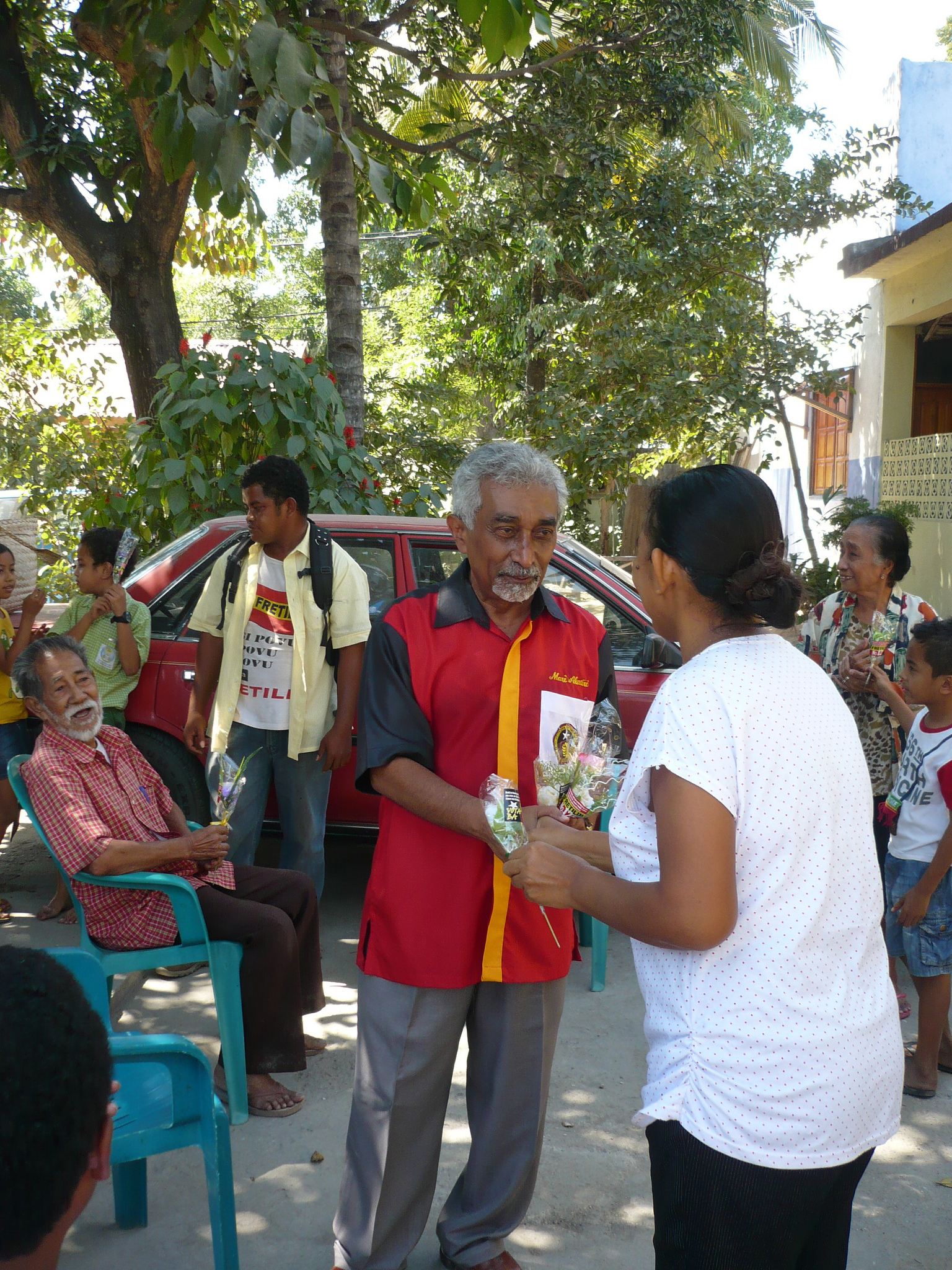
FRETILIN-Generalsekretär Marí Alkatiri beim Blumenverteilen am 4. Juli

Die FRETILIN kündigte an, als Zeichen für den Frieden statt eines Demonstrationszuges als Abschlussveranstaltung in Dili abzuhalten, wolle man am letzten Wahlkampftag Blumen an die Bevölkerung verteilen. Im Wahlkampf versprach sie für jeden arbeitslosen Timoresen jährlich mindestens 150 Stunden bezahlte Arbeit an Regierungsprojekten (Die Arbeitslosigkeit liegt zwischen 50 und 60 %) und für Frauen in der Ausbildung eine finanzielle Unterstützung. Die PD versprach, angesichts ihrer hauptsächlich jungen Wählerschaft, Stipendien für Studenten, während der CNRT auf ihren charismatischen Führer Gusmão setzte und auf dessen Verdienste im Freiheitskampf und in den letzten Jahren als Premierminister. Daneben verwies man auf die bestehenden Entwicklungspläne der Regierung.
Frenti-Mudança verzichtete auf Großveranstaltungen. Stattdessen bezahlte man 100 bis 200 US-Dollar an kleine Gruppen, die dann in ihren Heimatorten Werbung für die Partei machen sollten. Auf diese Weise konnte die relativ kleine Partei auch abgelegene Regionen des Landes erreichen.

## Ergebnis
Das Australia Timor-Leste Friendship Network bestätigte Osttimor freie und faire Wahlen. Es gab nur kleinere, technische Probleme. Auch das amerikanische International Republican Institute attestierte Osttimor eine friedliche Wahl, die ohne große Zwischenfälle blieb und generell den internationalen Standards entsprach. Man registrierte nur kleinere Unregelmäßigkeiten, die aber keine Auswirkungen auf das Wahlergebnis gehabt haben sollen. So wurde nicht in jedem Wahllokal vor Abgabe kontrolliert, ob der Wähler nicht schon einen tintengefärbten Finger hatte, der eine bereits erfolgte Stimmabgabe anzeigen würde. In einigen Wahllokalen gab es Irritationen betreffs der Aufstellung von Wahlkabinen und sporadisch registrierten Wahlbeobachter Wähler, die noch nicht das Mindestalter on 17 erreicht hatten. Auch UN-Generalsekretär Ban Ki-moon gratulierte Osttimor für den friedlichen Verlauf der Wahlen. Lob kam auch von Europäischer Union und der Gemeinschaft der Portugiesischsprachigen Länder. Die Organisation der Wahlen durch CNE und STAE wurde als sauber mit nur kleinen technischen Problemen bewertet. Die Friendship Observer Mission (FOM), die aus verschiedenen osttimoresischen und ausländischen Mitgliedern bestand, listete in ihrem Bericht mehrere Probleme und Verstöße auf. Dies betraf neben der Kampagne der Frenti-Mudança mit den bezahlten Wahlhelfern, mangelnde Prüfung auf gefärbte Finger von Wählern (dem Zeichen, dass sie schon gewählt hatten) und den Auftritt von Männern in traditioneller Tracht auf Wahlkampfveranstaltungen, die traditionelle Waffen, wie Speer und Surik führten. Zwar erkennt FOM an, dass diese zur Folklore des Landes gehören, sehen aber ein grundsätzliches Problem mit dem Auftritt Bewaffneter im Wahlkampf. Der Chefe de Suco von Lelaufe kündigte auf einer Wahlkampfveranstaltung in Lifau an, dass man in seinem Suco alle Parteien zwingen wolle, alle Banner und Parteiflaggen zu entfernen, die nicht vom CNRT sind. In den beiden Wahllokalen in Lelaufe erhielt der CNRT schließlich 32,63 % und 44,20 %.
Die Nichtregierungsorganisation Fundasaun Mahein empfahl der neuen Regierung, aufgrund der Erfahrungen aus den Wahlen, klare Regeln zur Parteienfinanzierung und Parteispenden festzulegen.
| Ergebnis |                                                       |                                    |                                              |                              |                                         |                                         |                              |
| | Partei (in Reihenfolge auf dem Wahlschein)            | Politische Ausrichtung             | Stimmanteil 2007                             | Sitze im Parlament 2007–2012 | Stimmanzahl 2012 (vorläufiges Ergebnis) | Stimmanteil 2012 (vorläufiges Ergebnis) | Sitze im Parlament 2012–2017 |
| União Democrática Timorense UDT                                                                                     | rechts konservativ                                    | 0,90 %                             | -                                            | 5.332                        | 1,13 %                                  | -                                       |                              |
| Partidu Republikanu PR                                                                                              | Mitte, sozialdemokratisch                             | 1,06 %                             | -                                            | 4.270                        | 0,91 %                                  | -                                       |                              |
| Partido do Desenvolvimento Nacional PDN                                                                             | konservativ, Abspaltung von der PSD                   | -                                  | -                                            | 9.386                        | 1,99 %                                  | -                                       |                              |
| Aliança Democrática aus Klibur Oan Timor Asuwain KOTA und Partido Trabalhista Timorense PTT                         | KOTA: traditionell, monarchistisch PTT: sozialistisch | 3,20 %                             | 2                                            | 2.622                        | 0,56 %                                  | -                                       |                              |
| Partido Unidade Nacional PUN                                                                                        | Mitte, christdemokratisch                             | 4,55 %                             | 3 (ein Abgeordneter trat aus der Partei aus) | 3.191                        | 0,68 %                                  | -                                       |                              |
| Partido Democrático PD                                                                                              | Mitte rechts                                          | 11,30 %                            | 8                                            | 48.581                       | 10,31 %                                 | 8                                       |                              |
| Partido Timorense Democrático PTD                                                                                   | ?                                                     | -                                  | -                                            | 2.561                        | 0,54 %                                  | -                                       |                              |
| Partido Social Democrata PSD                                                                                        | konservativ                                           | gemeinsame Liste mit ASDT: 15,73 % | 6                                            | 10.158                       | 2,15 %                                  | -                                       |                              |
| Frenti-Mudança FM                                                                                                   | sozialdemokratisch, Abspaltung von der FRETILIN       | -                                  | -                                            | 14.648                       | 3,11 %                                  | 2                                       |                              |
| Kmanek Haburas Unidade Nasional Timor Oan KHUNTO                                                                    | ?                                                     | -                                  | -                                            | 13.998                       | 2,97 %                                  | -                                       |                              |
| Congresso Nacional da Reconstrução Timorense CNRT                                                                   | konservativ                                           | 24,10 %                            | 18                                           | 172.831                      | 36,66 %                                 | 30                                      |                              |
| Frente Revolucionária do Timor-Leste Independente FRETILIN                                                          | links                                                 | 29,02 %                            | 21                                           | 140.786                      | 29,87 %                                 | 25                                      |                              |
| Partido do Desenvolvimento Popular PDP                                                                              | ?                                                     | -                                  | -                                            | 1.904                        | 0,40 %                                  | -                                       |                              |
| Coligação Bloco Proclamador aus Partido Milénio Democrático PMD und Partido Republika Nacional Timor Leste PARENTIL | PMD: Abspaltung der PSD PARENTIL: konservativ         | 0,69 % (PMD)                       | -                                            | 3.125                        | 0,66 %                                  | -                                       |                              |
| Associação Social-Democrata de Timor ASDT                                                                           | konservativ                                           | gemeinsame Liste mit PSD: 15,73 %  | 5                                            | 8.487                        | 1,80 %                                  | -                                       |                              |
| Partido Socialista de Timor PST                                                                                     | marxistisch-leninistisch                              | 0,96 %                             | 0                                            | 11.379                       | 2,41 %                                  | -                                       |                              |
| Partido Democrata Cristão PDC                                                                                       | christlich                                            | 1,03 %                             | -                                            | 887                          | 0,19 %                                  | -                                       |                              |
| Partidu Democrática Liberal PDL                                                                                     | rechts-liberal                                        | -                                  | -                                            | 2.222                        | 0,47 %                                  | -                                       |                              |
| Associação Popular Monarquia Timorense APMT                                                                         | monarchistisch, Abspaltung von der KOTA               | -                                  | -                                            | 3.968                        | 0,84 %                                  | -                                       |                              |
| União Nacional Democrática de Resistência Timorense UNDERTIM                                                        | ?                                                     | 3,19 %                             | 2                                            | 7.041                        | 1,49 %                                  | -                                       |                              |
| Coligação PLPA/PDRT aus Partidu Liberta Povu Aileba PLPA und Partido Democrática Republica de Timor PDRT            | PLPA: Abspaltung von der ASDT                         | 1,86 % (PDRT)                      | -                                            | 4.012                        | 0,85 %                                  | -                                       |                              |

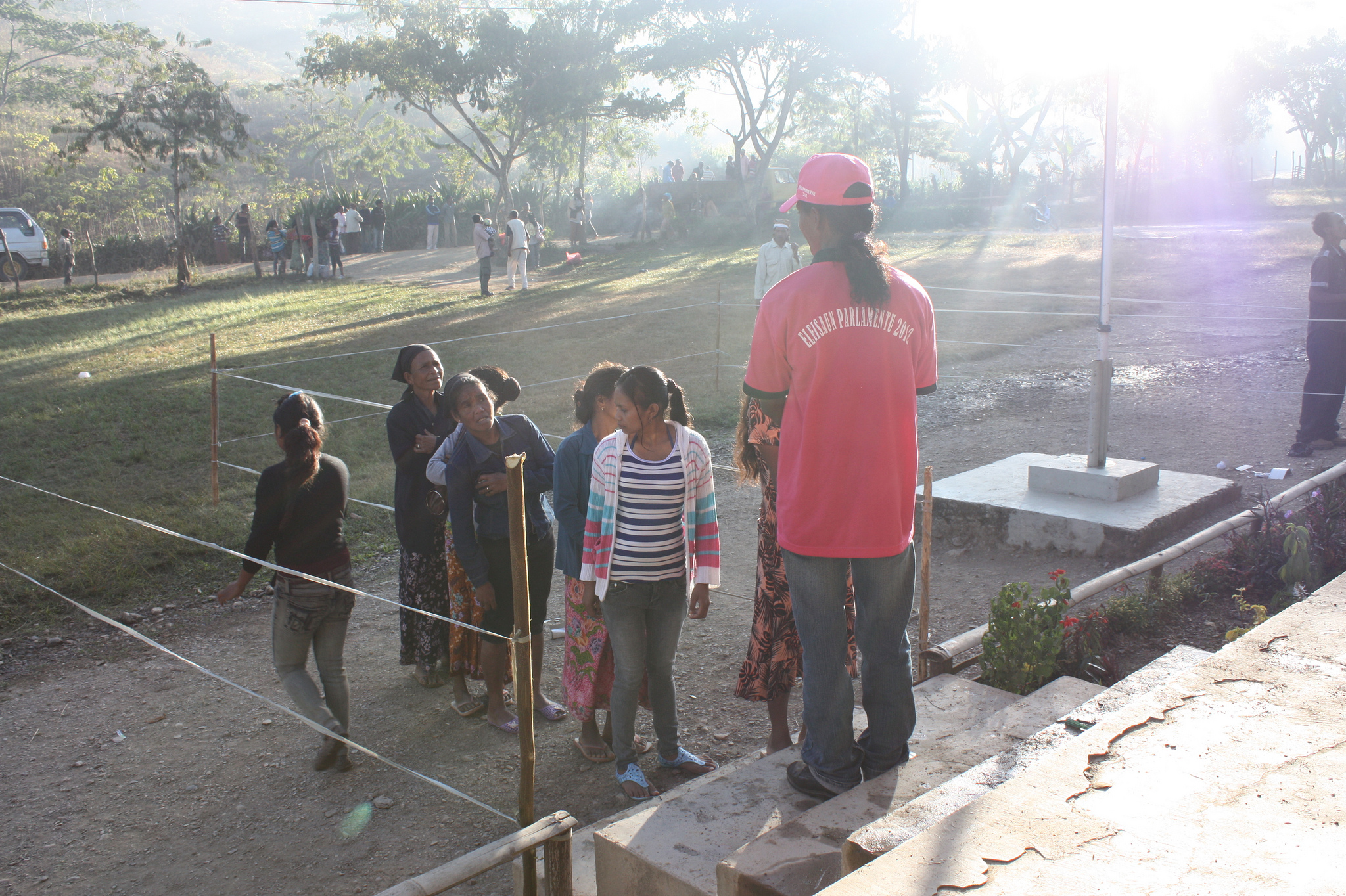
Wahllokal in Estado (Ermera)

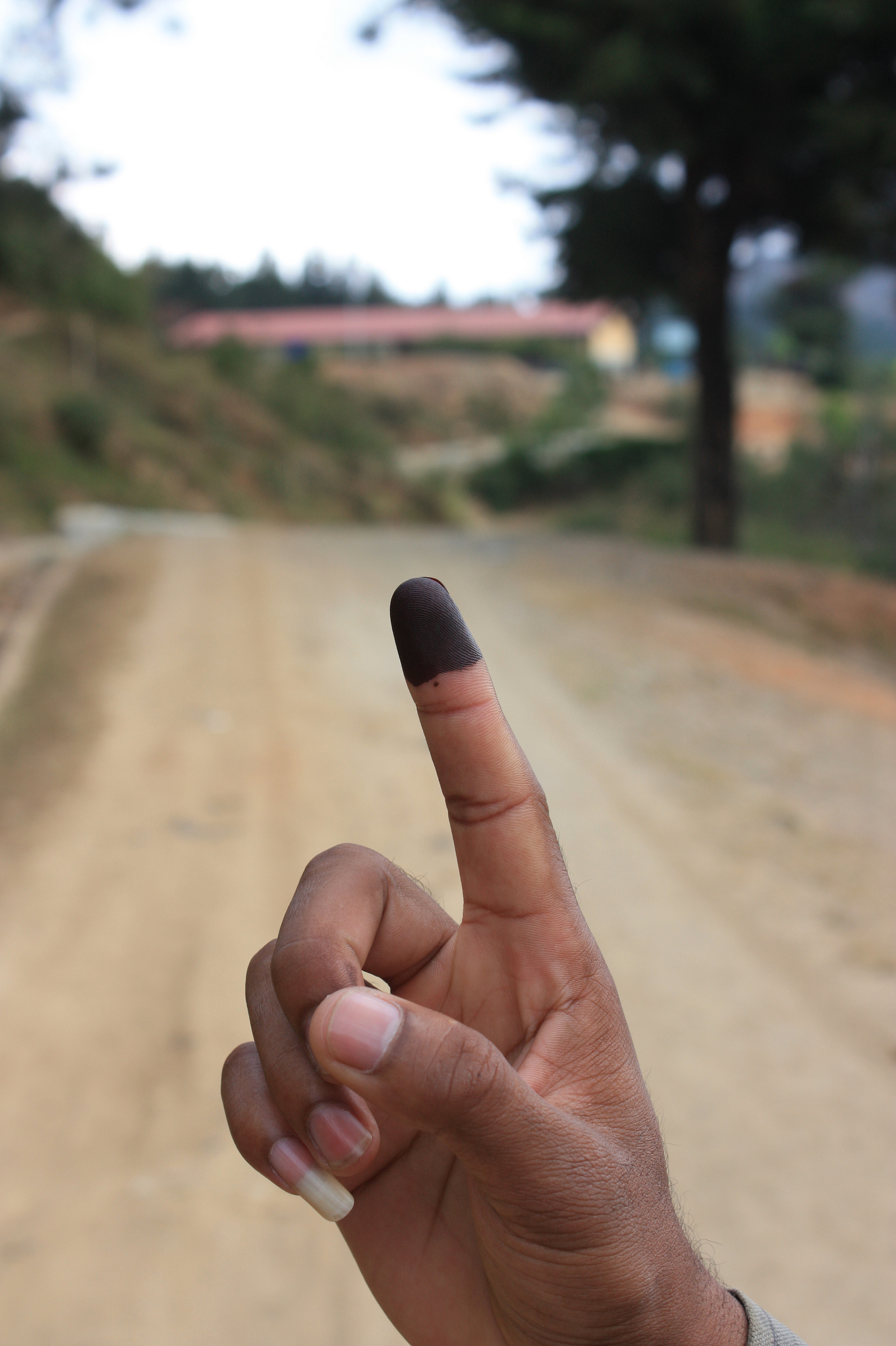
„Ich habe gewählt!“ Tintengefärbter Finger

Nach dem vorläufigen Endergebnis, liegt der CNRT mit 36,66 % (30 Sitze) in Führung, gefolgt von der FRETILIN mit 29,87 % (25 Sitze). Die PD erreichte 10,31 % (8 Sitze) und die Frenti-Mudança 3,11 % (2 Sitze). Die Wahlbeteiligung betrug 74,78 %. Die anderen Parteien und Bündnisse scheiterten an der Drei-Prozent-Hürde, darunter die KHUNTO knapp mit 2,97 %. Das offizielle Endergebnis wurde am 13. Juli von der CNE veröffentlicht. Es bestätigte die bisher angenommene Sitzverteilung.
PD-Vizegeneralsekretär Samuel Mendonça erklärte am 10. Juli 2012, dass die PD in die Opposition gehen würde, falls Unabhängige in das Kabinett aufgenommen werden sollten. Das würde nicht den Kriterien der PD entsprechen. Trotzdem fanden sich im neuen Kabinett Osttimors auch unabhängige Mitglieder. CNRT-Generalsekretär Dionísio Babo kündigte an, dass man nach dem Parteikongress am 15. Juli, FRETILIN und PD zu Koalitionsgespräche einladen wolle. Bis dahin würden die informellen Gespräche weitergeführt werden. Die Nichtregierungsorganisation La’o Hamutuk sprach sich gegen die Idee einer Regierung der Nationalen Einheit aus CNRT und FRETILIN aus. Es würde gegen die Bedürfnisse eines pluralistischen Staats sprechen. Dagegen forderte die Veteranenorganisation CPD-RDTL eine Einigung zwischen CNRT und FRETILIN. Ihre Führer kämen beide aus der gemeinsamen Front der Unabhängigkeitsbewegung und könnten daher eine gemeinsame Regierung bilden. Die Timoresen sollten nicht das internationale Konzept der Opposition imitieren, so der Sprecher des CPD-RDTL. Am 15. Juli gab der CNRT bekannt, dass man eine Koalition mit der PD und Frenti-Mudança eingehen werde. Der FRETILIN-Abgeordnete und ehemalige Premierminister Estanislau da Silva zeigte sich angesichts der Entscheidung des CNRT-Parteitags gelassen. Das neue Parlament trat erstmals am 30. Juli 2012 zusammen.

## Unruhen

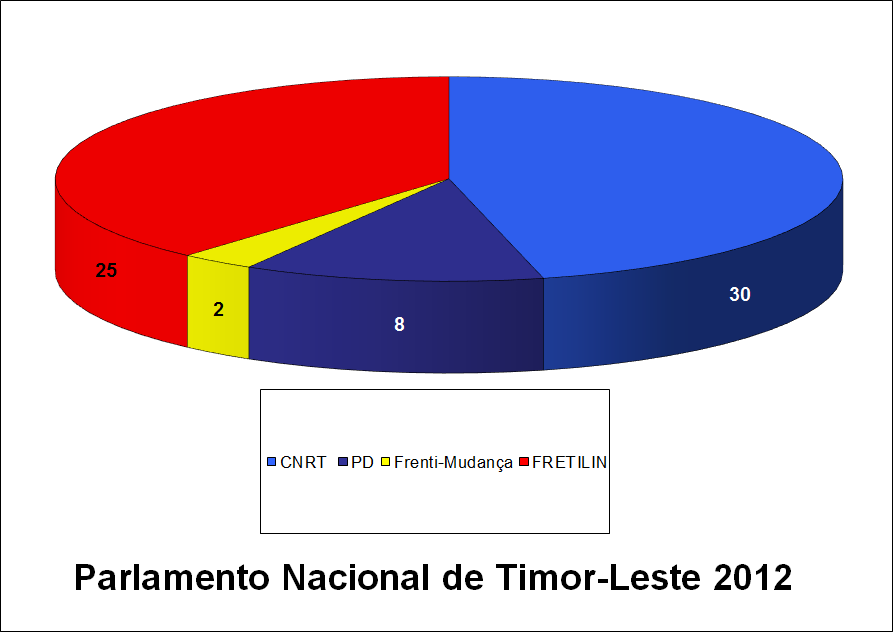
Sitzverteilung im Parlament nach der Wahl

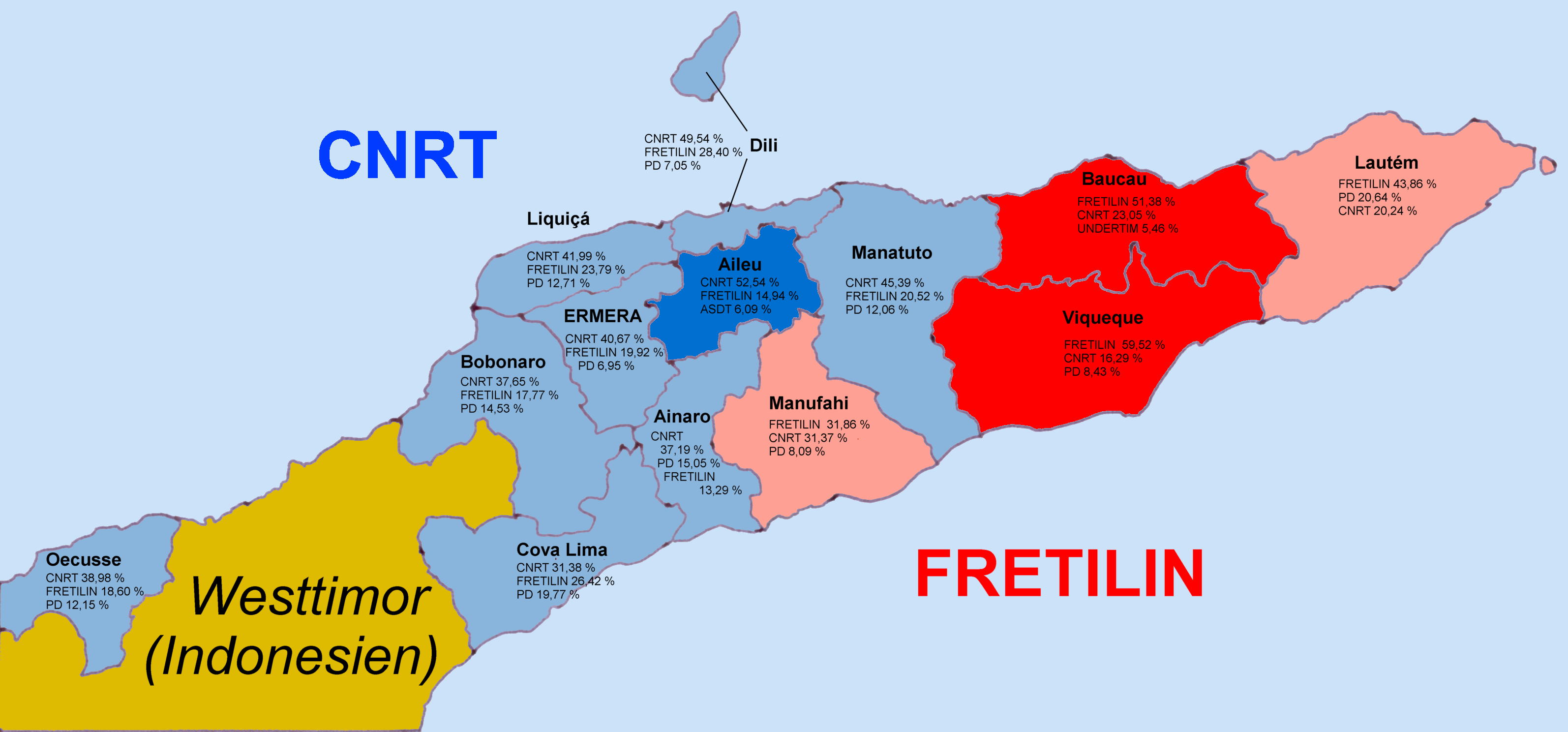
Stärkste Partei in den jeweiligen Distrikten und die Parteien mit den drei höchsten Stimmanteilen

In den Nächten vom 15. bis 17. Juli kam es in Dilis Stadtteil Comoro und anderen Außenbezirken zu gewaltsamen Ausschreitungen. In Hera wurde der aus Uato-Lari stammende Student und FRETILIN-Anhänger Armindo Pereira Alves von einem Polizisten erschossen. Der Beamte wurde daraufhin vorläufig suspendiert. Als der Leichnam von Alves in seine Heimat zurückgebracht wurde, kam es zu einem Überfall auf die Polizeistation in Uato-Lari. Vier Autos von Polizei (PNTL) und UN-Polizei wurden zerstört. Uato-Lari gilt seit langem als Unruheregion, in der es regelmäßig zu gewaltsamen Auseinandersetzungen kommt.
15 weitere Personen, darunter vier Polizisten, wurden bei den Unruhen in Dili verletzt. 60 Autos und sieben Häuser wurden zerstört. 16 Personen nahm die Polizei fest, als diese die Annur-Moschee, Osttimors größte Moschee, beschädigten. Landespolizeichef Longuinhos Monteiro verneinte zwar eine politische Motivation hinter der Gewalt und die FRETILIN wies jede Verantwortung für den Gewaltausbruch von sich. FRETILIN-Generalsekretär Marí Alkatiri sprach die Schuld aber Mitgliedern des CNRT zu. Sie hätten sich in einer live im Fernsehen übertragenen Diskussion abfällig über die FRETILIN geäußert und die Unruhen provoziert. Alkatiri erklärte aber, der CNRT habe das Recht eine Koalition ohne die FRETILIN zu bilden und man wolle trotzdem mit der Regierung zusammenarbeiten. CNRT-Generalsekretär Babo entschuldigte sich für die harschen Worte seiner Parteikollegen. Der Leiter der australischen Wahlbeobachter Damien Kingsbury machte aber auch die Enttäuschung der FRETILIN-Anhänger für die Unruhen verantwortlich, die an dem Erfolg der Kampagne zur Rückkehr an die Regierung geglaubt hatten. Die Polizei brachte die Lage bis zum Morgen wieder unter ihrer Kontrolle. Die UNMIT bewertete den Gewaltausbruch nicht als einen großen Zwischenfall (major security incident).